# Devilsmother
Il Devilsmother è un monte irlandese che fa parte dei monti Partry ed è situato lungo il confine tra le contee di Mayo e Galway. La vetta si trova ad una quota di 645 m s.l.m.
Il sentiero principale consiste in un anello che parte e termina nel parcheggio sito lungo la N59 presso il villaggio di Leenaun sul Killary Harbour. Il percorso è lungo 16 km e consente di raggiungere anche il già citato Tievummera.
L'origine del nome della montagna è ancora oggetto di dibattito. I nomi in gaelico associati alla montagna sono due:
- Magairlí an Deamhain (letteralmente Testicoli del diavolo)[3]
- Binn Gharbh che significa Cima grezza).

La teoria attuale sembra attribuire il primo nome alla cresta della montagna mentre il secondo alla montagna nel suo complesso. 